# 간재울중학교
간재울중학교(간재울中學校)는 대한민국 인천광역시 서구 검암동에 있는 공립 중학교이다.

## 학교 연혁
- 2004년 1월 5일 : 간재울중학교 설립인가(42학급)
- 2004년 3월 1일 : 초대 이일수 교장 취임
- 2004년 3월 1일 : 간재울초등학교에서 임시개교
- 2004년 3월 3일 : 2004학년도 신입생 462명 입학
- 2004년 7월 20일 : 신축교사 이전(인천광역시 서구 검암동 619-4)
- 2007년 2월 14일 : 제1회 489명 졸업
- 2024년 1월 25일 : 제18회 323명 졸업(총 7,472명)
- 2024년 3월 1일 : 제7대 이성규 교장 취임
- 2024년 3월 4일 : 2024학년도 신입생 374명 입학

## 참고 자료
- 간재울중학교 - 한국교육학술정보원 학교알리미